# Amal Aden
Amal Aden (Somalia, 1983) es el seudónimo de una escritora, conferencista y activista lesbiana somalí - noruega. Aden es miembro suplente de la Comisión de Quejas de la Prensa de Noruega.

## Trayectoria
Aden nació en Somalia y quedó huérfana a la edad de cuatro años. Era analfabeta y en 1996 llegó a Noruega como refugiada a través de la reunificación familiar cuando tenía trece, después de vivir como una niña de la calle durante siete años. Al principio luchó con el encuentro de otra cultura, la protección infantil y otros servicios públicos que, según ella, no pudieron ayudarla. Terminó en el entorno de las drogas en el distrito de Grønland de la ciudad de Oslo, y pasó temporadas viviendo en las calles de la misma ciudad.
Más tarde, empezó a trabajar por cuenta propia, como intérprete para la policía, escuelas y otras instancias, además de ser asesora y conferencista para municipios y otras instancias. Es madre de mellizos y en 2002 se mudó a Hønefoss.
Amal Aden publicó su primer libro en 2008, publicando otros desde entonces. Escribió su primera novela, Jacyl er kjærlighet, en somalí, basada en una historia real sobre una trágica relación amorosa entre Sarah y Mustafa, en colaboración con Håvard Syvertsen.
Aden se convirtió en miembro suplente de la Comisión de Quejas de la Prensa de Noruega y, en enero de 2013, en colaboradora del periódico Dag og Tid.

### Activismo
Aden es una abierta activista musulmana-lesbiana. En 2013, tras su participación en el Desfile del Orgullo Gay de Oslo, Amal Aden afirmó que recibió 146 mensajes amenazantes.

## Reconocimientos
Ha recibido varios premios por su trabajo en favor de la igualdad. En 2010 recibió el Premio Zola, un premio noruego que lleva el nombre del escritor e intelectual francés Émile Zola, por su trabajo en temas de inmigración e integración. En 2013, le fue entregado el Premio Amnistía de Amnistía Internacional Noruega. Al año siguiente, fue la ganadora del Premio en memoria de Erik Bye. En 2016 recibió el Premio Gina Krogde la Asociación Noruega por los Derechos de la Mujer.